# Scylaticus ricardoae
Scylaticus ricardoae là một loài ruồi trong họ Asilidae. Scylaticus ricardoae được Londt miêu tả năm 1992. Loài này phân bố ở vùng nhiệt đới châu Phi.